# ديزموند بيتي
ديزموند بيتي (بالإنجليزية: Desmond Beatty)‏ هو لاعب كرة قاعدة أمريكي، ولد في 7 أبريل 1893 في بالتيمور في الولايات المتحدة، وتوفي في 6 أكتوبر 1969 في Norway, Maine ‏ في الولايات المتحدة.

## وصلات خارجية
- ديزموند بيتي على موقعبيزبول رفرنس.كوم (الدوري الرئيسي) (الإنجليزية)
- ديزموند بيتي على موقعبيزبول رفرنس.كوم (الدوري الثانوي) (الإنجليزية)